# Salut champion
Salut champion  è una serie televisiva francese in 13 episodi trasmessi per la prima volta nel corso di una sola stagione nel 1981.
È una serie d'avventura incentrata sulle vicende professionali di un gruppo di cronisti francesi, composto da Vincent Navailles, Juliette Majoureau e Syndicat, che seguono varie discipline sportive per conto dell'agenzia di stamapa sportiva ANI.

## Personaggi e interpreti
- Vincent Navailles (13 episodi, 1981), interpretato da Jacques Charrier.
- 'Syndicat' (13 episodi, 1981), interpretato da Angelo Bardi.
- Tonton (13 episodi, 1981), interpretato da Hubert Deschamps.
- Juliette Majoureau (13 episodi, 1981), interpretata da Chantal Nobel.
- Mathieu (7 episodi, 1981), interpretato da Nicolas Reboul.
- La grand-mère (6 episodi, 1981), interpretata da Marie-Laurence.
- Maurel (5 episodi, 1981), interpretato da Pierre Lafont.

## Produzione
La serie, ideata da Denis LaLanne (giornalista de L'Équipe), fu prodotta da TF1 e Télécip. Le musiche furono composte da Christian Gaubert.

### Registi
Tra i registi sono accreditati:
- Serge Friedman in 4 episodi (1981)
- Just Jaeckin in 2 episodi (1981)
- Pierre Lary in 2 episodi (1981)

### Sceneggiatori
Tra gli sceneggiatori sono accreditati:
- Charles Biétry
- Bernard Ficot
- André-Jacques Lafaurie
- Denis Lalanne

## Distribuzione
La serie fu trasmessa in Francia dal 10 aprile 1981 al 21 maggio 1981 sulla rete televisiva TF1. In Italia è stata trasmessa con il titolo Salut champion.

## Episodi
| Stagione       | Episodi | Prima TV Francia |
| -------------- | ------- | ---------------- |
| Prima stagione | 13      | 1981             |